# 간판

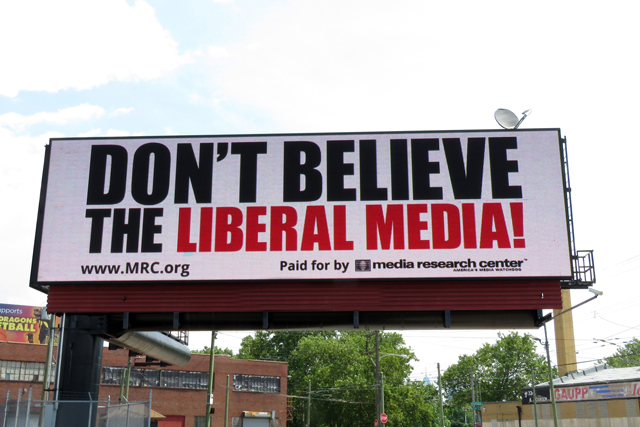

간판(看板, signage)은 기관이나 상점, 영업소 등의 이름이나 판매 상품, 업종 따위를 써서 사람들이 쉽게 볼 수 있도록 세우거나 걸거나 붙여놓은 표지이다. 마케팅, 홍보, 광고 등을 위해 나무, 플라스틱, 금속 등 내구성이 우수한 재질로 만든 판상의 물체이다. 새로운 표지판은 디지털 또는 전자 디스플레이(Electronic signage)를 사용할 수도 있다. 상업용 또는 공공용으로 주로 야외에서 사용된다.

## 저명한 예시
- 할리우드 사인
- 스페인의 오즈번 불
- 피카딜리 서커스 사인

## 같이 보기
- 표지